# Sukiyaki

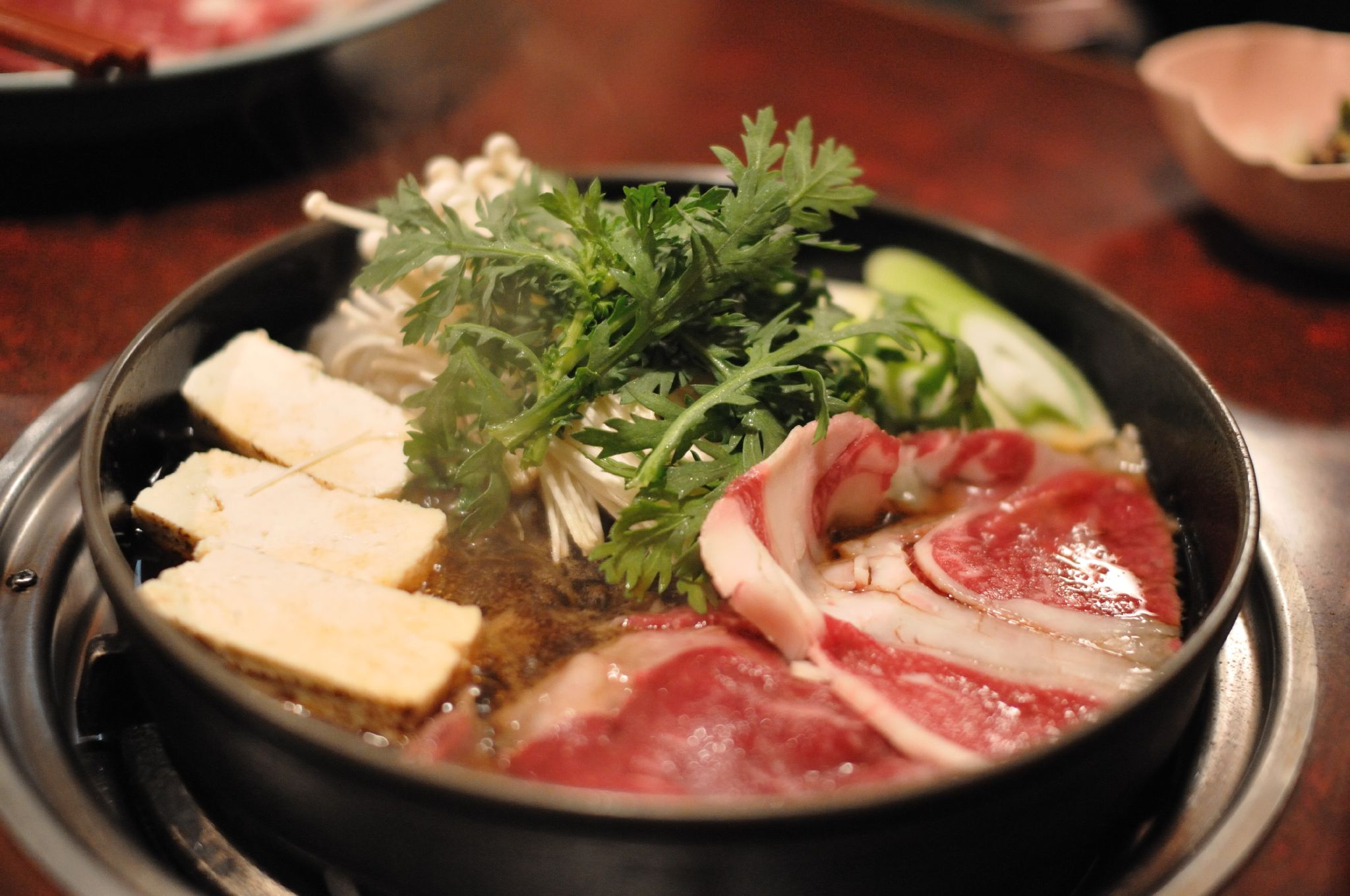
Sukiyaki

Sukiyaki (jap. 鋤焼 sukiyaki; częściej すき焼き) – rodzaj popularnej, japońskiej potrawy jednogarnkowej typu nabe-mono.

## Składniki
Potrawa ta jest przyrządzana m.in. z:
- cienko pokrojonej „marmurkowej” wołowiny;
- grzybów: shiitake (Lentinula edodes), enoki (Flammulina velutipes);
- warzyw: m.in. negi (czosnek dęty, nazywany także cebulą siedmiolatką, Allium fistulosum), kapusty pekińskiej hakusai (Brassica rapa subsp. pekinensis);
- jadalnych chryzantem shungiku (złocień wieńcowy, Glebionis coronaria, dawniej Chrysanthemum coronarium, ang. garland chrysanthemum, Japanese-green)[2][a];
- tofu.

Wszystkie składniki gotuje się razem w bulionie z sosu sojowego (shōyu), mirinu, sake, cukru. Po ich wyjęciu z naczynia zanurza się je w miseczce z surowym jajkiem. 
Uważa się, że potrawa ta została wymyślona w okresie Meiji (1868–1912), na podstawie instrukcji cesarza, aby zachęcić Japończyków do spożywania wołowiny.